# Château de Mussel
Le château de Mussel est un édifice situé à Bellegarde-sur-Valserine, en France.

## Situation
Le château est situé sur le territoire de la commune de Bellegarde-sur-Valserine dans le département de l'Ain, en région Auvergne-Rhône-Alpes. 

## Description
Les différentes parties du château ont été ajoutées ou modifiées au fil des époques : la tour-donjon a été bâtie au XIIIe siècle, la construction annexe a été créée au XVe siècle. Il s'étend sur plus de 200 m² habitables par étage. La tour est la partie la plus ancienne de l’édifice. 
Le château devait être entouré d’un bourg, car des restes ont été retrouvés et réutilisés pour les maisons du quartier. 

## Historique
Le château fut construit sans doute vers 1320, la tour ronde qui le compose aurait été élevée entre 1250 et 1255, à l’époque de Pierre II de Savoie.